# رجیس پیت‌بال
رجیس پیت‌بال (به پرتغالی: Regis Fernandes Silva) مهاجم اهل برزیل است که در شهر سائوپائولو و در تاریخ ۲۲ سپتامبر ۱۹۷۶ به دنیا آمده‌است.
رجیس پیت‌بال در تیم‌های فوتبال باشگاه ورزشی ماریتیمو سابقهٔ حضور دارد.